# Bursă de mărfuri
O bursă de mărfuri este o bursă al cărei scop este acela de a aduce împreună reprezentanții cererii și ai ofertei pentru a facilita acțiunile economice dintre aceștia pe baza mărfurilor disponibilie. Bursele de mărfuri reprezintă un punct de interest atât pentru specialiști, cât și pentru publicul larg, datorită importanței acestora în domeniul vânzării materiilor prime.